# Sofía Sakorafa
Sofía Sakorafa (en griego: Σοφία Σακοράφα; Tríkala, 29 de abril de 1957) es una política griega-palestina y ex lanzadora de jabalina. Actualmente, es miembro independiente del Parlamento Europeo representando a Grecia. Entre junio de 2012 y julio de 2014, fue miembro del Consejo de los Helenos como parte de la Coalición de la Izquierda Radical (Syriza), perteneciendo previamente al Movimiento Socialista Panhelénico.

## Biografía

### Educación
Se graduó en educación física en la Universidad Aristóteles de Salónica.

### Carrera deportiva
Comenzó a competir en atletismo a los quince años de edad como miembro del Trikala Gymnastic Club. En total, Sakorafa, a menudo presionada por su antagonismo con Anna Verouli, rompió el récord griego de lanzamiento de jabalina diecisiete veces. Compitió en los Juegos Olímpicos de verano de Montreal 1976 y Moscú 1980.
Rompió el récord mundial el 26 de septiembre de 1982 en La Canea con un lanzamiento de 74,20 metros. Esa marca se mantuvo como un récord griego hasta 1999. Ganó la medalla de bronce en el Campeonato Europeo de Atletismo de 1982 en Atenas.

#### Juegos Olímpicos de 2004
En 2004 cuando se convirtió en ciudadana palestina y se postuló unos meses antes de los Juegos Olímpicos de Atenas 2004 para un puesto en el equipo olímpico palestino a los 47 años de edad. Hizo su debut en representación de Palestina en La Canea, Creta, el 28 de junio de 2004. Su actuación fue de 47,23 metros. Pese a su intento, la Asociación Internacional de Federaciones de Atletismo la declaró «inelegible» para dichos juegos.

### Carrera profesional
Trabajó como profesora de secundaria de educación física antes de trabajar como freelance. De 1994 a 1996, se desempeñó como asesora del ministro de deportes y como presidenta de la Comisión para el Deporte y la Mujer.

### Carrera política
Desempeñó cargos en los ayuntamientos de Atenas, de 1994 a 1998, y Marusi, de 1998 a 2006. Fue elegida como miembro del Parlamento Helénico bajo como parte del Movimiento Socialista Panhelénico (PASOK) en las elecciones de 2000, 2007 y 2009. No pudo ganar una banca en el parlamento en las elecciones de 2004.
El 6 de mayo de 2010 se negó a votar a favor de las medidas de austeridad y el acuerdo de préstamo entre el gobierno griego y el Fondo Monetario Internacional y la Unión Europea. Como resultado, fue expulsada del PASOK y se desempeñó como miembro independiente del parlamento hasta 2012.
Durante la crisis de la deuda soberana en Grecia, en abril de 2011 el Gobierno de Yorgos Papandreu se comprometió a aplicar un nuevo plan de ajuste por valor de 23 000 millones de euros y a poner en marcha un plan de privatizaciones de 50 000 millones de euros adicionales. En ese marco, Sakorafa lideró el Comité por la Auditoría de la Deuda Pública.
Participó en las elecciones legislativas de 2012 como miembro de Syriza y fue elegida en la circunscripción electoral de Atenas B. En el gabinete en la sombra de Alexis Tsipras, fue la responsable de los asuntos del interior. Renunció al Parlamento Helénico en mayo de 2014 para participar en las elecciones al Parlamento Europeo.
En las elecciones al Parlamento Europeo de 2014, fue elegida como diputada por Grecia, en representación de Syriza. Allí ha sido miembro de la Comisión de Asuntos Exteriores, la Comisión de Peticiones y suplente en la Comisión de Industria, Investigación y Energía. Desde el 16 de octubre de 2014, ha sido la presidenta de la delegación para las relaciones con los países de América Central, siendo previamente miembro integrante. Por lo tanto, también es miembro de la Conferencia de Presidentes de Delegación.
El 28 de septiembre de 2015, abandonó Syriza y actualmente es diputada independiente dentro de la agrupación parlamentaria Grupo Confederal de la Izquierda Unitaria Europea/Izquierda Verde Nórdica. Dimitió de Syriza por desacuerdos con sus líderes sobre la introducción de nuevas medidas de austeridad en Grecia. Ella expresó que «no puedo apoyar a ningún gobierno ni a ninguna política que implique medidas que dañen a la gente».